# Balkan Volleyball Association
Balkan Volleyball Association (BVA), Bałkański Związek Piłki Siatkowej – regionalna organizacja sportowa z siedzibą w Salonikach, założona w 1998 roku, zrzeszająca 11 europejskich krajowych związków piłki siatkowej.
BVA jest odpowiedzialna za organizowanie regionalnych rozgrywek na Bałkanach na szczeblu:
- klubowym:
  - Puchar BVA
  - Puchar BVA kobiet,
  - Puchar BVA mężczyzn,
- reprezentacyjnym:
  - mistrzostwa BVA juniorek,
  - mistrzostwa BVA juniorów,
  - mistrzostwa BVA kadetek,
  - mistrzostwa BVA kadetów,
  - mistrzostwa BVA kadetek młodszych,
  - mistrzostwa BVA kadetów młodszych.

## Historia
Balkan Volleyball Association założony został w 1998 roku w greckiej Orestiadzie, ale ze względu na sytuację polityczną na Bałkanach jego działalność była czasowo zawieszona. Dzięki działaniom członków Greckiej Federacji Siatkarskiej i jej prezydenta Thanasisa Beligratisa w 2000 roku na specjalnym szczycie BVA odbywającym się w Atenach jednogłośnie zdecydowano o wznowieniu funkcjonowania związku.
Od 2008 roku rozgrywany jest klubowy Puchar BVA kobiet i mężczyzn.
Pierwszą siedzibą BVA były Ateny, w latach 2004-2009 tę rolę pełniły Saloniki, natomiast od 2010 roku siedziba mieści się w Stambule.

## Członkowie
Członkowie Balkan Volleyball Association
| Lp. | Skrót | Państwo              | Oficjalna nazwa krajowego związku piłki siatkowej     |
| --- | ----- | -------------------- | ----------------------------------------------------- |
| 1   | ALB   | Albania              | Fédération Albanaise de Volleyball                    |
| 2   | BIH   | Bośnia i Hercegowina | Odbojkaški savez Bosne i Hercegovine                  |
| 3   | BUL   | Bułgaria             | Bulgarska Federatsiya Volejbol                        |
| 4   | MNE   | Czarnogóra           | Odbojkaski Savez Crne Gore                            |
| 5   | GRE   | Grecja               | Elliniki Omospondia Petosferiseos                     |
| 6   | KOS   | Kosowo               | Federata e Volejbollit e Kosovës                      |
| 7   | MKD   | Macedonia Północna   | Odbojkarska Federatsija Na Makedonija                 |
| 8   | MLD   | Mołdawia             | Fédération de Volleyball de la Republique de Moldavie |
| 9   | ROU   | Rumunia              | Federatia Romania de Volei                            |
| 10  | SRB   | Serbia               | Odbojkaški Savez Srbije                               |
| 11  | TUR   | Turcja               | Turkiye Voleybol Federasyonu                          |

## Prezydenci
- 2000–2001 –  Aleksandar Boričić
- 2002 –  Thanasis Beligratis
- 2003–2005 –  Hüsnü Can
- 2006 –  George Visan
- 2007 –  Gjergji Leqejza
- 2008 –  Danczo Lazarow
- 2009 –  Milutin Popović
- 2010 –  Mladen Rabrenović
- 2011 –  Erol Ünal Karabıyık
- 2012 –  Petar Jovanovski
- 2013 –  Gheorghe Vişan
- 2014 –  Artur Romașcan
- 2015 –  Achilleas Mavromatis
- 2016 –  Milutin Popović
- 2017 –  Erlind Pëllumbi
- 2018 –  Cvetko Pajković
- 2019 –  Gheorghe Vişan
- 2020 –  Petar Jovanovski
- 2021
- 2022 –  Mehmet Akif Ustundag

## Mistrzostwa BVA

### juniorek
| Edycja | Rok  | Gospodarz | 1. miejsce          | 2. miejsce           | 3. miejsce           | 4. miejsce           |
| ------ | ---- | --------- | ------------------- | -------------------- | -------------------- | -------------------- |
| I      | 2002 | Tokat     | Turcja              | Jugosławia           | Bułgaria             | Grecja               |
| II     | 2003 | Aksaray   | Turcja              | Serbia i Czarnogóra  | Rumunia              | Albania              |
| III    | 2004 | Ploeszti  | Serbia i Czarnogóra | Turcja               | Rumunia              | Albania              |
| IV     | 2005 | Ankara    | Turcja              | Serbia i Czarnogóra  | Albania              | Rumunia              |
| V      | 2006 | Buzău     | Serbia i Czarnogóra | Turcja               | Rumunia              | Grecja               |
| VI     | 2007 | Obrenovac | Serbia              | Bośnia i Hercegowina | Rumunia              | Albania              |
| VII    | 2008 | Tuzla     | Serbia              | Bułgaria             | Bośnia i Hercegowina | Mołdawia             |
| VIII   | 2009 | Portaria  | Bułgaria            | Serbia               | Turcja               | Rumunia              |
| IX     | 2010 | Bar       | Serbia              | Turcja               | Rumunia              | Bośnia i Hercegowina |
| X      | 2011 | Albania   | Serbia              | Bułgaria             | Rumunia              | Turcja               |
| XI     | 2012 | Bar       | Turcja              | Serbia               | Bułgaria             | Grecja               |
| XII    | 2013 | Izmir     | Turcja              | Serbia               | Rumunia              | Bułgaria             |
| XIII   | 2014 | Subotica  | Serbia              | Turcja               | Bułgaria             | Grecja               |
| XIV    | 2015 | Subotica  | Serbia              | Bułgaria             | Turcja               | Mołdawia             |
| XV     | 2016 | Bijeljina | Turcja              | Serbia               | Czarnogóra           | Rumunia              |
| XVI    | 2017 | Sarajewo  | Serbia              | Turcja               | Czarnogóra           | Bośnia i Hercegowina |

### juniorów
| Edycja | Rok  | Gospodarz      | 1. miejsce          | 2. miejsce          | 3. miejsce | 4. miejsce           |
| ------ | ---- | -------------- | ------------------- | ------------------- | ---------- | -------------------- |
| I      | 2002 | Preweza        | Turcja              | Grecja              | Rumunia    | Jugosławia           |
| II     | 2003 | Belgrad        | Bułgaria            | Serbia i Czarnogóra | Grecja     | Turcja               |
| III    | 2004 | Sakarya        | Bułgaria            | Serbia i Czarnogóra | Turcja     | Rumunia              |
| IV     | 2005 | Buzău          | Serbia i Czarnogóra | Rumunia             | Grecja     | Turcja               |
| V      | 2006 | Strumica       | Turcja              | Serbia i Czarnogóra | Bułgaria   | Rumunia              |
| VI     | 2007 | Sarköy         | Bułgaria            | Czarnogóra          | Turcja     | Macedonia            |
| VII    | 2008 | Ankara         | Serbia              | Grecja              | Turcja     | Czarnogóra           |
| VIII   | 2009 | Danilovgrad    | Czarnogóra          | Grecja              | Serbia     | Bośnia i Hercegowina |
| IX     | 2010 | Nov Dojran     | Serbia              | Grecja              | Turcja     | Bułgaria             |
| X      | 2011 | Kruszewo       | Serbia              | Bułgaria            | Czarnogóra | Turcja               |
| XI     | 2012 | Zrenjanin      | Serbia              | Grecja              | Turcja     | Czarnogóra           |
| XII    | 2013 | Kladovo        | Serbia              | Turcja              | Rumunia    | Bułgaria             |
| XIII   | 2014 | Winica         | Turcja              | Serbia              | Bułgaria   | Bośnia i Hercegowina |
| XIV    | 2015 | Ankara         | Turcja              |                     |            |                      |
| XV     | 2016 | Vrnjačka Banja | Turcja              | Serbia              | Bułgaria   | Bośnia i Hercegowina |
| XVI    | 2017 | Prisztina      | Turcja              | Albania             | Czarnogóra | Kosowo               |
| XVII   | 2018 | Bijeljina      | Serbia              | Rumunia             | Turcja     | Albania              |

### kadetek
| Edycja | Rok  | Gospodarz  | 1. miejsce          | 2. miejsce          | 3. miejsce           | 4. miejsce           |
| ------ | ---- | ---------- | ------------------- | ------------------- | -------------------- | -------------------- |
| I      | 2001 | Lehovo     | Jugosławia          | Bułgaria            | Grecja               | Rumunia              |
| II     | 2002 | Novi Pazar | Jugosławia          | Turcja              | Bułgaria             | Rumunia              |
| III    | 2003 | Durrës     | Serbia i Czarnogóra | Turcja              | Bułgaria             | Rumunia              |
| IV     | 2004 | Sarköy     | Turcja              | Serbia i Czarnogóra | Rumunia              | Albania              |
| V      | 2005 | Požarevac  | Rumunia             | Turcja              | Serbia i Czarnogóra  | Albania              |
| VI     | 2006 | Nausa      | Rumunia             | Serbia i Czarnogóra | Grecja               | Turcja               |
| VII    | 2007 | Durrës     | Serbia              | Turcja              | Rumunia              | Grecja               |
| VIII   | 2008 | Portaria   | Turcja              | Serbia              | Grecja               | Bułgaria             |
| IX     | 2009 | Sarajewo   | Serbia              | Turcja              | Bośnia i Hercegowina | Rumunia              |
| X      | 2010 | Bar        | Serbia              | Turcja              | Rumunia              | Bośnia i Hercegowina |
| XI     | 2011 | Tirana     | Serbia              | Bułgaria            | Rumunia              | Turcja               |
| XII    | 2012 | Bar        | Turcja              | Serbia              | Bułgaria             | Grecja               |
| XIII   | 2013 | Tekirdağ   | Turcja              | Grecja              | Serbia               | Czarnogóra           |
| XIV    | 2014 | Kazanłyk   | Turcja              | Serbia              | Bułgaria             | Rumunia              |
| XV     | 2015 |            |                     |                     |                      |                      |
| XVI    | 2016 | Bar        | Serbia              | Turcja              | Grecja               | Czarnogóra           |
| XVII   | 2017 | Prisztina  | Turcja              | Czarnogóra          | Kosowo               | Macedonia            |
| XVIII  | 2018 | Djakowica  | Czarnogóra          | Turcja              | Bośnia i Hercegowina | Macedonia            |

### kadetów
| Edycja | Rok  | Gospodarz | 1. miejsce          | 2. miejsce          | 3. miejsce | 4. miejsce           |
| ------ | ---- | --------- | ------------------- | ------------------- | ---------- | -------------------- |
| I      | 2001 | Buzău     | Jugosławia          | Bułgaria            | Turcja     | Grecja               |
| II     | 2002 | Vršac     | Jugosławia          | Turcja              | Grecja     | Bułgaria             |
| III    | 2003 | Lehovo    | Serbia i Czarnogóra | Grecja              | Bułgaria   | Rumunia              |
| IV     | 2004 | Belgrad   | Serbia i Czarnogóra | Turcja              | Bułgaria   | Grecja               |
| V      | 2005 | Kiszyniów | Bułgaria            | Serbia i Czarnogóra | Rumunia    | Macedonia            |
| VI     | 2006 | Nausa     | Rumunia             | Serbia i Czarnogóra | Grecja     | Turcja               |
| VII    | 2007 | Buzău     | Serbia              | Turcja              | Rumunia    | Mołdawia             |
| VIII   | 2008 | Kazanłyk  | Serbia              | Turcja              | Bułgaria   | Czarnogóra           |
| IX     | 2009 | Kazanłyk  | Bułgaria            | Serbia              | Czarnogóra | Turcja               |
| X      | 2010 | Kazanłyk  | Grecja              | Bułgaria            | Turcja     | Rumunia              |
| XI     | 2011 | Stambuł   | Serbia              | Turcja              | Rumunia    | Bośnia i Hercegowina |
| XII    | 2012 | Bukareszt | Bułgaria            | Turcja              | Rumunia    | Bośnia i Hercegowina |
| XIII   | 2013 | Odžak     | Rumunia             | Turcja              | Bułgaria   | Serbia               |
| XIV    | 2014 | Izvorani  | Rumunia             | Serbia              | Turcja     | Bułgaria             |
| XV     | 2015 | Cetynia   | Serbia              | Bułgaria            | Rumunia    |                      |
| XVI    | 2016 | Dobricz   | Grecja              | Bułgaria            | Turcja     | Serbia               |
| XVII   | 2017 | Leskovac  | Serbia              | Bułgaria            | Turcja     | Grecja               |
| XVIII  | 2018 | Valjevo   | Turcja              | Serbia              | Rumunia    | Mołdawia             |

### kadetek młodszych
| Edycja | Rok  | Gospodarz | 1. miejsce | 2. miejsce | 3. miejsce | 4. miejsce |
| ------ | ---- | --------- | ---------- | ---------- | ---------- | ---------- |
| I      | 2012 | Ankara    | Turcja     | Serbia     | Rumunia    | Macedonia  |
| II     | 2013 | Izvorani  | Turcja     | Serbia     | Rumunia    | Bułgaria   |
| III    | 2014 | Ivanjica  | Turcja     | Rumunia    | Serbia     | Bułgaria   |
| IV     | 2015 | Ankara    | Turcja     |            |            |            |
| V      | 2016 | Kazanłyk  | Turcja     | Serbia     | Bułgaria   | Rumunia    |
| VI     | 2017 | Sofia     | Bułgaria   | Serbia     | Rumunia    | Turcja     |
| VII    | 2018 | Sombor    | Turcja     | Serbia     | Grecja     | Rumunia    |

### kadetów młodszych
| Edycja | Rok  | Gospodarz    | 1. miejsce | 2. miejsce | 3. miejsce | 4. miejsce           |
| ------ | ---- | ------------ | ---------- | ---------- | ---------- | -------------------- |
| I      | 2012 | Dobricz      | Bułgaria   | Turcja     | Serbia     | Rumunia              |
| II     | 2013 | Kazanłyk     | Bułgaria   | Serbia     | Rumunia    | Turcja               |
| III    | 2014 | Ankara       | Turcja     | Bułgaria   | Rumunia    | Serbia               |
| IV     | 2015 |              |            |            |            |                      |
| V      | 2016 | Ivanjica     | Turcja     | Grecja     | Serbia     | Rumunia              |
| VI     | 2017 | Stara Zagora | Bułgaria   | Serbia     | Turcja     | Bośnia i Hercegowina |
| VII    | 2018 | Stambuł      | Bułgaria   | Turcja     | Grecja     | Serbia               |